# Sakiko Ikeda
Sakiko Ikeda (池田 咲紀子, Ikeda Sakiko), née le 8 septembre 1992, est une joueuse internationale de football japonaise.

## Biographie
Sakiko Ikeda commence le football dans les sections jeunes de Urawa Red Diamonds Ladies, en 2014 elle remporte le championnat du Japon avec ce club.
Le 6 mars 2017, elle fait ses débuts avec l'équipe nationale japonaise lors de l'Algarve Cup, contre l'équipe de Norvège. Elle participe à la Coupe du monde 2019. Elle compte 14 sélections en équipe nationale du Japon.

## Statistiques
Le tableau ci-dessous présente les statistiques de Sakiko Ikeda en équipe nationale
| Équipe du Japon | Équipe du Japon | Équipe du Japon |
| Année           | Matchs          | Buts            |
| --------------- | --------------- | --------------- |
| 2017            | 8               | 0               |
| 2018            | 6               | 0               |
| Total           | 14              | 0               |

## Palmarès
- Vainqueur de la Coupe d'Asie en 2018 avec l'équipe du Japon
- Troisième de la Coupe du monde des moins de 20 ans en 2012 avec l'équipe du Japon des moins de 20 ans
- Championne du Japon en 2014 avec les Urawa Reds Ladies